# クバラン語
クバラン語（クバランご、kebalan/kbalan）は、台湾のクバラン族の固有言語。漢字では噶瑪蘭語、加礼宛語と表記される。噶瑪蘭社三十六社の中でクバラン語を使用していたのは有抵美社、打馬煙社など10数社でしかなかった。2004年にクバラン族が独立した民族として認可されたが、話者は非常に少なく絶滅の危機に瀕している言語である。

## 言語名別称
- カバラン語
- カレワン語